# Gendarmeriekorps der Vatikanstadt
Das Gendarmeriekorps des Staates der Vatikanstadt (italienisch Corpo della Gendarmeria dello Stato della Città del Vaticano, kurz meistens Gendarmeria Vaticana), umgangssprachlich auch „Vatikanpolizei“ genannt, übt im Vatikanstaat sowie in den exterritorialen Gebieten des Heiligen Stuhls die Funktionen einer Staats-, Justiz- und Verkehrspolizei aus und untersteht der Direktion für Sicherheits- und Zivilschutzdienste (Direzione dei Servizi di Sicurezza e Protezione Civile) des Governatorats der Vatikanstadt. Das Korps ist zu unterscheiden von der Päpstlichen Schweizergarde, der Garde des Papstes.

## Geschichte

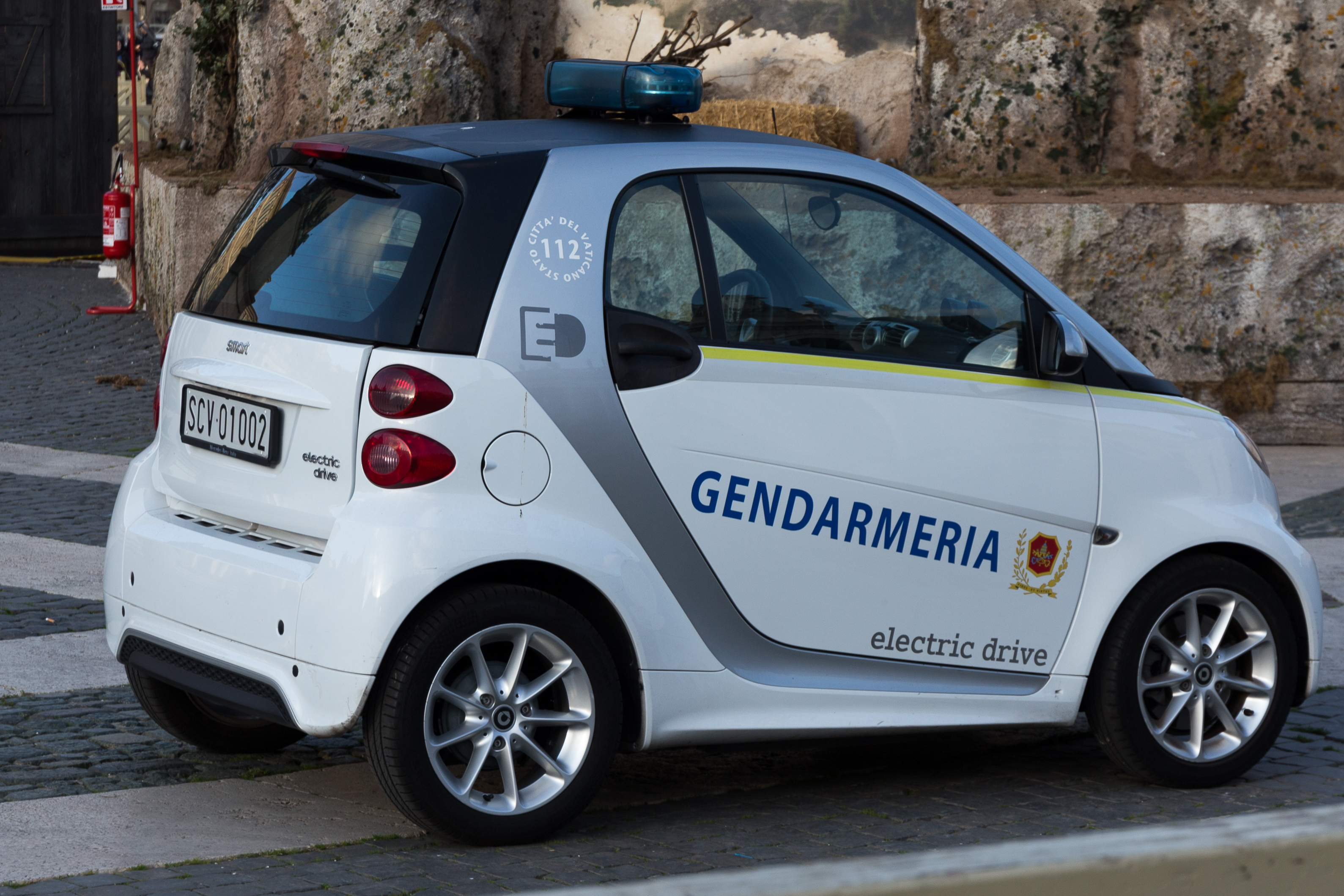
Ein Polizeiwagen der Gendarmeria

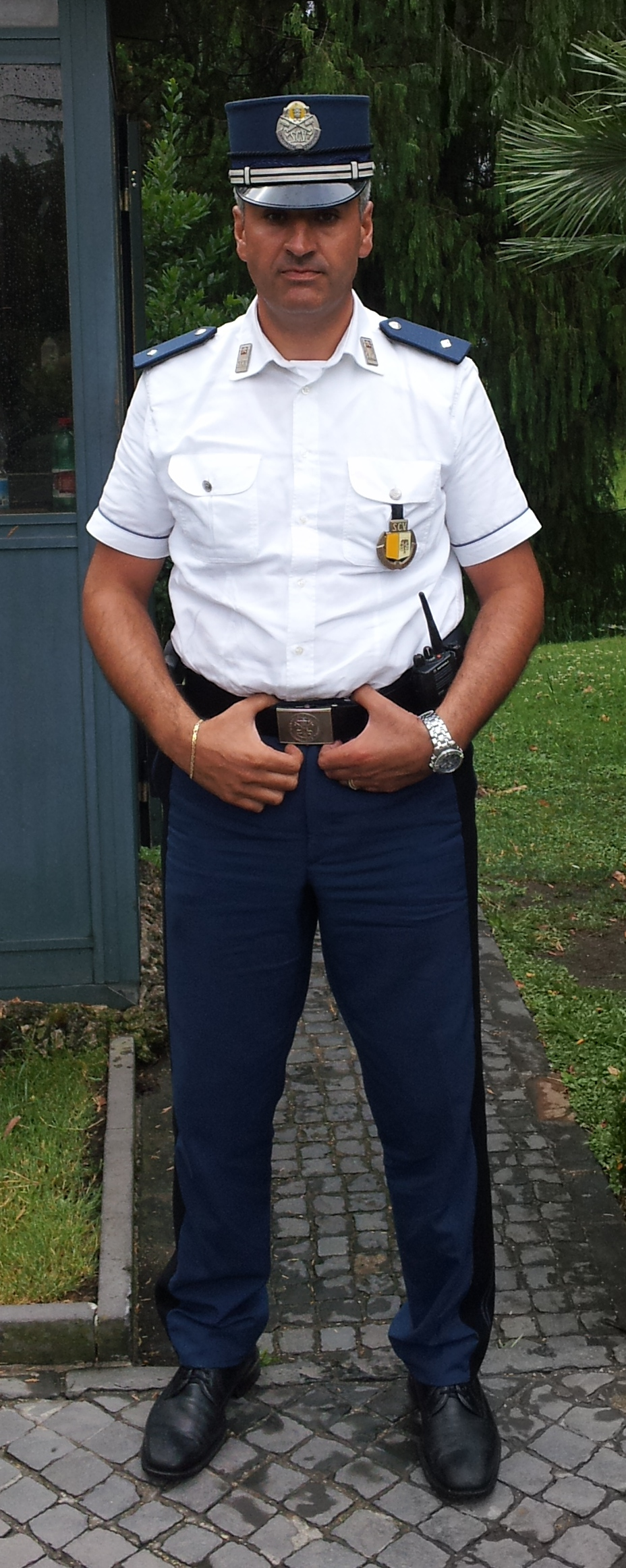
Gendarm in Sommeruniform

Das heute zwischen 130 und 160 Mann starke Gendarmeriekorps der Vatikanstadt ist aus den Päpstlichen Carabinieri hervorgegangen, die am 14. Juli 1816 von Papst Pius VII. gegründet wurden. 1849 in Korps der Päpstlichen Gendarmerie umbenannt, wurde daraus 1970 durch Paul VI. die zivile Polizeieinheit Ufficio Centrale di Vigilanza (kurz Vigilanza). Die Nobelgarde und die Palatingarde wurden aufgelöst, nur die Päpstliche Schweizergarde behielt ihre historische Stellung. Durch Johannes Paul II. erfolgte 1991 die Umbenennung in Corpo di Vigilanza dello Stato della Città del Vaticano (deutsch Wachkorps des Staates der Vatikanstadt) und 2002 schließlich die Rückbenennung in Gendarmeriekorps. Am 30. September 2007 wurden die Gendarmen erstmals seit 1970 wieder feierlich vereidigt. 2008 wurden innerhalb des Gendarmeriekorps zwei Sondereinheiten aufgebaut, eine „Schnelle Eingreiftruppe“ (italienisch Gruppo Intervento Rapido, GIR) und eine „Anti-Sabotage-Abteilung“, welche den gestiegenen Terrorgefahren begegnen sollen. Ebenfalls 2008 wurde das Gendarmeriekorps der Vatikanstadt – und damit der Vatikanstaat – als 187. Mitglied bei Interpol aufgenommen. Frauen sind vom Dienst bei der Päpstlichen Gendarmerie nach wie vor ausgeschlossen.
Generalinspekteur des Gendarmeriekorps ist seit 2019 Gianluca Gauzzi Broccoletti, er löste Domenico Giani ab.

## Aufgaben
Offizielle Aufgaben des Korps sind:
- die Wahrung von Ordnung und Sicherheit
- Polizeidienst
- Zolldienst
- Rechts- und Steuerüberwachung
- Wahrung der Sicherheit aller Personen und Orte auf dem Staatsgebiet
- Strafverfolgung

## Einstellungsbedingungen
Um dem Gendarmeriekorps beizutreten, müssen Bewerber folgende Kriterien erfüllen:
- männlich
- italienische Staatsbürgerschaft
- zwischen 21 und 25 Jahre alt
- Mindestkörpergröße 178 cm
- ledig
- Mittlerer Schulabschluss
- Bekenntnis zur römisch-katholischen Kirche